# Erylus koreanus
Erylus koreanus är en svampdjursart som beskrevs av Rho och Thomas Robertson Sim 1979. Erylus koreanus ingår i släktet Erylus och familjen Geodiidae.
Artens utbredningsområde är havet utanför Sydkorea. Inga underarter finns listade i Catalogue of Life.